# Castle Air Force Base
La Castle Air Force Base est une base aérienne américaine du Strategic Air Command active de 1941 à 1995. Elle se trouve à Atwater, dans le comté de Merced en Californie, 185 km au sud de Sacramento. De 1947 à sa fermeture, la base accueille la 93rd Bombardment Wing, qui met en service le bombardier lourd B-52 Stratofortress en 1955.